# Сборная Тайваня по футболу
Сбо́рная Кита́йского Тайбэ́я по футбо́лу — футбольная сборная, представляющая футбольную ассоциацию китайского Тайбэя на международных футбольных матчах и чемпионатах (в русском языке чаще называется сборной Тайваня по футболу).